# Rivolta irlandese del 1798
La rivolta irlandese del 1798 (in irlandese Éirí Amach 1798) fu una ribellione durata diversi mesi contro il dominio dei protestanti nel Regno d'Irlanda rappresentato dal sovrano Giorgio III del Regno Unito. La rivolta fu guidata da un gruppo di rivoluzionari di ispirazione repubblicana, la Society of United Irishmen, influenzati fortemente dagli avvenimenti e dai fermenti culturali della Rivoluzione americana e di quella francese.

## Retroscena
A seguito delle guerre giacobite, l'Irlanda finì sotto il controllo della classe sociale e politica denominata dagli storici Protestant Ascendancy (o semplicemente Ascendancy), composta in gran parte da un ristretto gruppo di latifondisti e rappresentanti dell'alto clero fedeli alla Corona britannica. Lo strumento più potente ed efficace di dominio dell'Ascendancy erano le leggi penali irlandesi, ovvero una serie di norme giuridiche che discriminavano la religione cattolica e le altre professioni protestanti dissidenti nei confronti del dominio britannico. Dalla fine del XVIII secolo si formò in seno alla classe dominante un'ala liberale
il cui obiettivo fu una coalizione con la popolazione di religione cattolica per ottenere una maggiore indipendenza dal dominio inglese. L'ostacolo più grande da abbattere era, per questi liberali, l'eliminazione di quelle norme che non consentivano il diritto di voto a coloro che non possedevano sufficienti proprietà terriere, fossero essi cattolici o protestanti.
Quando la Francia si alleò con i coloni statunitensi per sostenere la loro rivoluzione contro gli inglesi, gran parte delle truppe regolari britanniche vennero trasferite dal suolo irlandese per essere distaccate verso altre destinazioni. Per scongiurare la possibile minaccia di un'invasione francese dell'Irlanda, nacquero a Belfast gli Irish Volunteers, una nuova milizia composta da volontari irlandesi con lo scopo di presidiare il territorio nazionale da possibili incursioni francesi. Questa nuova formazione militare assunse un certo potere contrattuale nei confronti della corona inglese, al punto da riuscire ad ottenere una maggiore autonomia politica soprattutto nelle funzioni del Parlamento locale. Grazie all'Irish Patriot Party guidato da Henry Grattan, nel 1793 il Parlamento irlandese votò una legge che consentiva il diritto di voto agli irlandesi di religione cattolica, che non potevano però essere eletti né ricoprire pubblici uffici. Questo processo di affrancamento dal giogo britannico si accelerò notevolmente a seguito delle scoppio della rivoluzione francese.

### Richiesta di riforme politiche

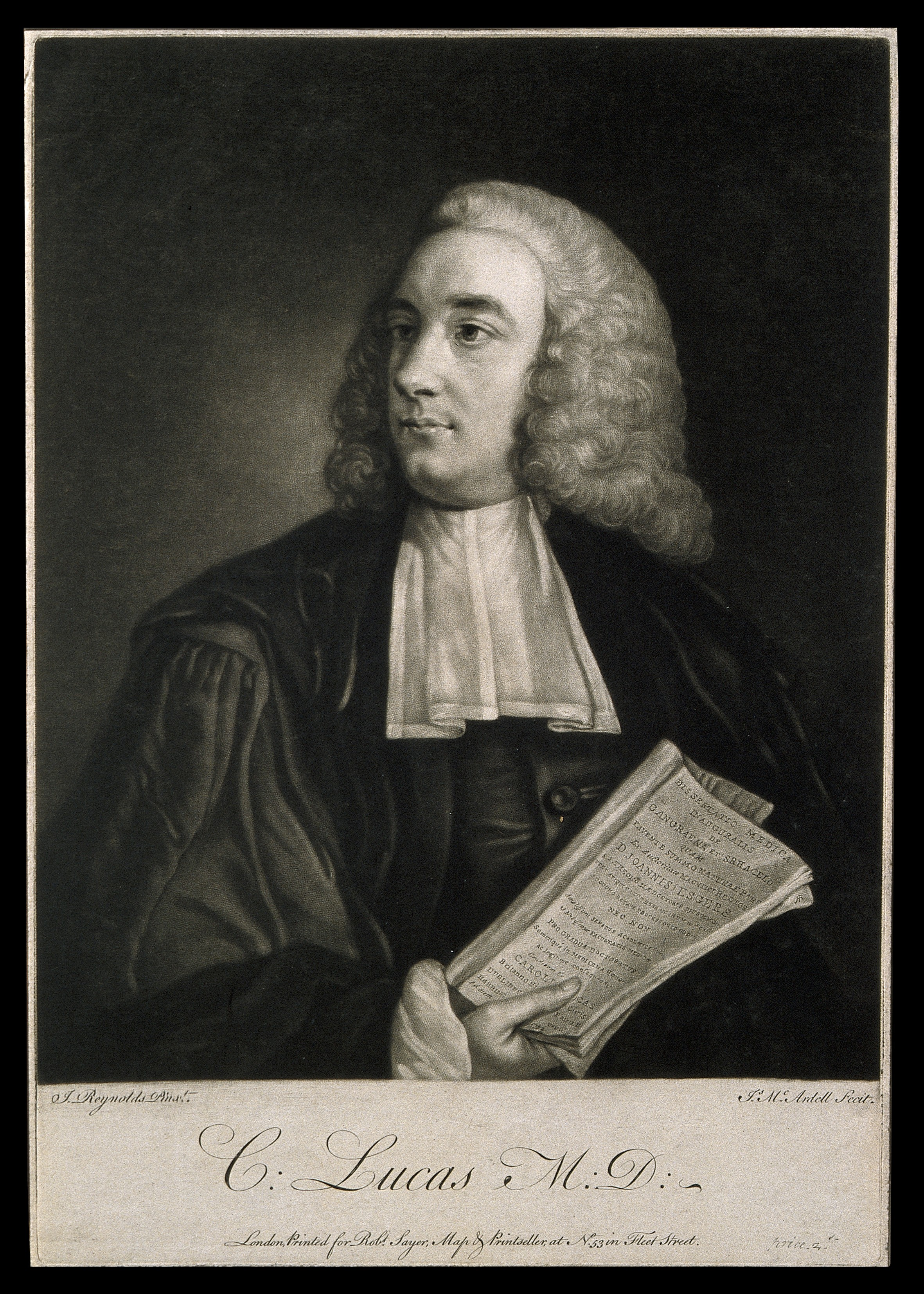
Charles Lucas, un farmacista di Dublino che divenne una figura chiave nella richiesta di maggior indipendenza legislative irlandese

Verso la metà del XVIII secolo, un numero di fattori concomitanti accrebbe la richiesta di riforme politiche. Nonostante che l'Irlanda fosse nominalmente un regno sovrano governato dal suo monarca e dal proprio Parlamento, leggi come l'Atto dichiaratorio del 1719 significarono, in realtà, che l'Irlanda aveva meno privilegi e libertà che la maggior parte delle colonie del Nordamerica britannico. I mercanti divennero sempre più frustrati dalle restrizioni commerciali che favorivano la Gran Bretagna a spese dell'Irlanda, aggiungendosi all'elenco delle lamentele; si sosteneva che all'Irlanda venivano "impediti i comuni e naturali benefici del commercio" mentre erano ancora "costretti a sostenere un grosso impianto nazionale [...] e militare". Controversie finanziarie come "1/2 pence di Wood" nel 1724 e la the Money Bill Dispute del 1753, sull'appropriazione di un surplus della tesoreria irlandese da parte della Corona, alienò sezioni della classe professionale protestante, causando disordini a Cork e Dublino.
Lo sviluppo della coscienza nazionale condusse alcuni membri alla Protestant Ascendancy per invocare una maggior autonomia politica dalla Gran Bretagna. Il movimento fu guidato da figure come Charles Lucas, un farmacista di Dublino esiliato nel 1749 per aver promosso la cosiddetta causa "patriottica": Lucas ritornò 10 anni dopo e fu eletto MP, iniziando un periodo di crescente influenza "patriottica" in Parlamento. Alcuni "patrioti" iniziarono anche a cercare sostegno nella crescente classe media cattolica: nel 1749 George Berkeley, vescovo di Cloyne si indirizzò al clero cattolico, sollecitando la cooperazione nell'interesse nazionale irlandese. Nel 1757 John Curry formò il Comitato Cattolico, che condusse una campagna per l'annullamento delle leggi penali da una posizione di lealtà verso il regime.

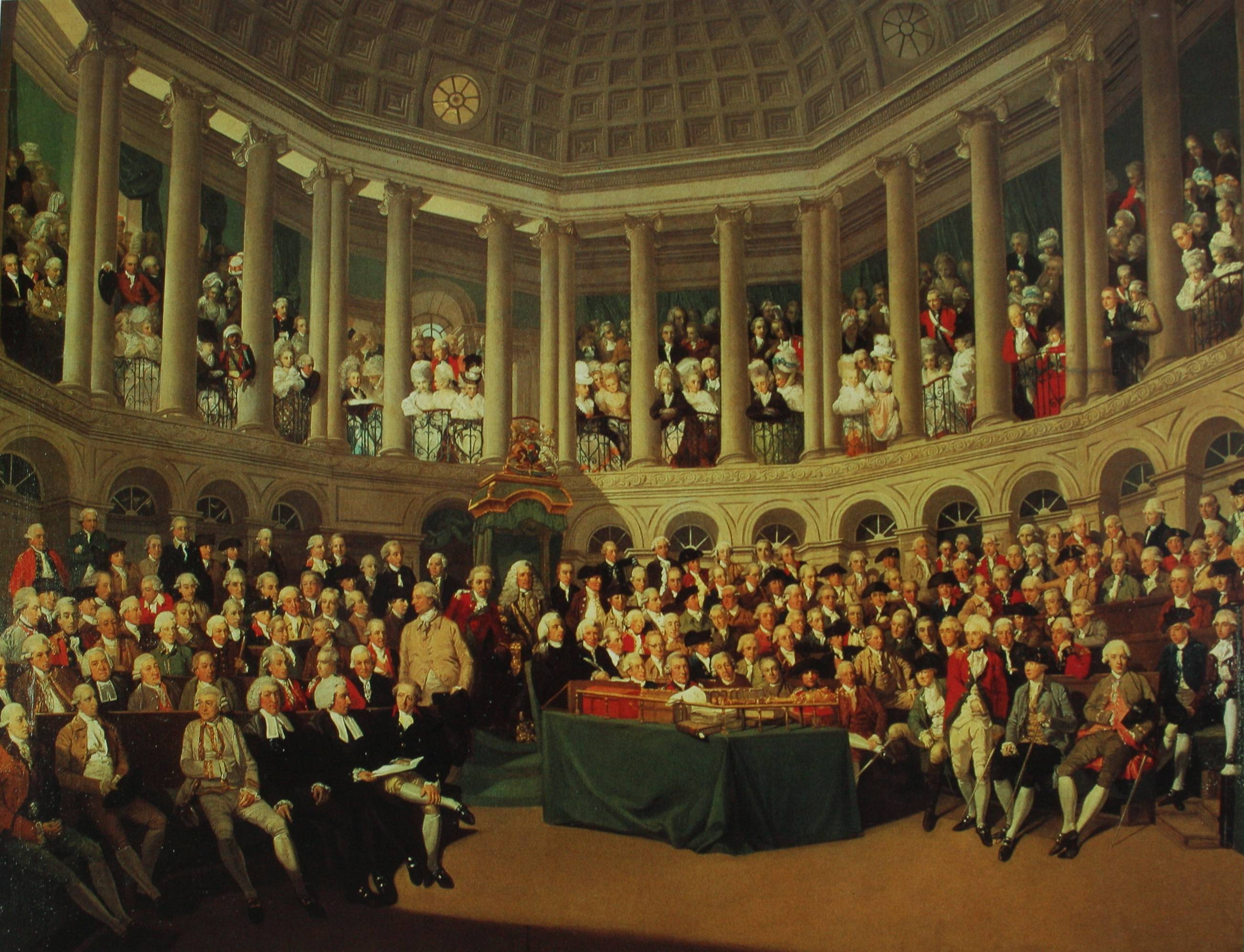
Il "patriota" MP Henry Grattan si rivolge alla Camera dei Comuni Irlandese, 1780; dipinto di Francis Wheatley

Dal 1778 in avanti un numero di appartenenti a milizie locali note come Irish Volunteers sorsero in conseguenza del ritiro delle forze regolari, inviate a combattere la Guerra d'indipendenza americana. Migliaia di anglicani delle classi media e alta, insieme a pochi presbiteriani e cattolici, si unirono ai volontari, che divennero centrali nella crescita di un senso di un'identità politica irlandese. Sebbene i volontari si fossero uniti per difendere l'Irlanda contro una possibile invasione francese, molti di loro e altri nel movimento "patriottico" furono fortemente influenzati dagli sforzi americani per assicurarsi l'indipendenza, che fu ampiamente trattata sulla stampa irlandese.{ I collegamenti con recenti emigranti significano che i presbiteriani del nord avevano particolare simpatia per gli Americani, che loro percepivano soggetti alle medesime ingiustizie.
Nel 1782 i volontari tennero un Convenzione a Dungannon, che domandò una maggior indipendenza legislativa; ciò influenzò fortemente l'esecutivo britannico a emendare la legislazione che vincolava il Parlamento Irlandese, confermata dallo Legge di appello irlandese del 1783. Con l'assicurazione di un'aumentata indipendenza legislativa, i "Patriot" MP come Henry Grattan continuarono a esercitare pressioni per un maggiore affrancamento, sebbene la campagna presto si fuse con l'istanza dell'emancipazione cattolica: benché Grattan la sostenesse, molti "patrioti" no, e anche i presbiteriani erano "amaramente divisi" se essa avrebbe dovuto essere immediata o graduale.
Contro questa situazione del momento la riforma procedette lentamente. Il Papists Act 1778 cominciò a smantellare alcune prime restrizioni permettendo ai Cattolici di arruolarsi nell'esercito e di acquistare terre se facevano un giuramento di fedeltà alla Corona. Nel 1793 il Parlamento approvò leggi che consentivano di ottenere la qualificazione per votare, ma essi non potevano ancora né essere eletti né ricoprire cariche pubbliche.

## LaSociety of United Irishmen

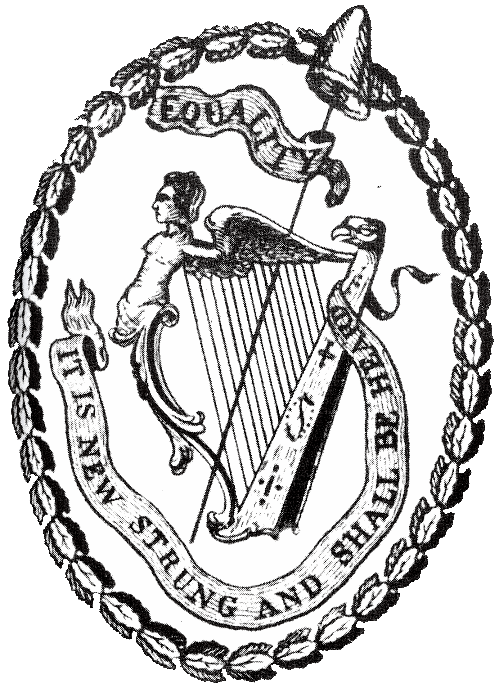
Disegno dell'emblema della Society of United Irishmen.

Le prospettive di una nuova ondata di riforme ispirarono un nuovo movimento liberale composto da protestanti, formatosi a Belfast e che diede vita alla Society of United Irishmen, fondata nel 1791. La nuova organizzazione politica iniziò ad accogliere al suo interno rappresentanti di diverse religioni, compresi i cattolici, i presbiteriani, i metodisti ed altri gruppi dissidenti protestanti, oltre a diversi rappresentanti dell'Ascendancy. Tra i principali obiettivi della Society vi era l'emancipazione politica dei cattolici, la fine del dominio dei latifondisti, e la totale indipendenza dell'Irlanda. Queste istanze non furono ben viste né dal Parlamento irlandese né dal governo inglese che, come risposta, vietò per legge le pubbliche assemblee e dichiarò fuorilegge la Society of United Irishmen.
La nuova associazione politica divenne clandestina, ma non arrestò affatto le sue attività, continuando a reclutare sempre nuovi affiliati. A partire dal 1793 e con lo scoppio del conflitto con la Francia rivoluzionaria, la Society of United Irishmen iniziò a propendere sempre per l'insurrezione armata, appoggiata dai francesi. L'idea di una insurrezione armata contro l'Inghilterra attrasse molti nuovi adepti, soprattutto tra la popolazione più umile e tra i cattolici, raggiungendo la cifra di almeno 100 000 aderenti nel 1797. Tuttavia le prime iniziative concrete fatte da Wolfe Tone per raccogliere consensi alla ribellione armata in America e in Europa raccolsero scarsi risultati, Fu così che i leader del movimento, primo fra tutti (chi? NON CHIARO), realizzarono, a dispetto della loro forza numerica, di posporre l'insurrezione fino a quando non fosse stato possibile avere aiuto diretto da contingenti francesi sbarcati sul suolo irlandese.

## Il fallimento della spedizione francese
Per accogliere le richieste dei ribelli irlandesi, la Francia rivoluzionaria inviò nel 1796 una spedizione di circa 15 000 soldati regolari comandati dal generale Lazare Hoche e dallo stesso Wolfe Tone. La Expédition d'Irlande approdò lungo la baia di Bantry nel dicembre 1796 dopo aver eluso i pattugliamenti della Royal Navy. Tuttavia, a causa delle condizioni meteorologiche sfavorevoli e dell'eccessiva incapacità decisionale dei suoi comandanti, la flotta di 43 navi francesi fece ritorno in Francia senza nemmeno tentare lo sbarco. Una volta tornati in Francia, il convoglio venne smembrato e riassegnato ad altri teatri delle guerre rivoluzionarie francesi.

## La campagna di repressione
Come reazione a questo tentativo di invasione e di rivolta, il governo britannico aveva istituito una fitta ed efficiente rete di spie con quartier generale al castello di Dublino, ed era quindi ben informato su tutti i movimenti e le iniziative dei rivoltosi. Il 2 marzo 1797 venne indetta la legge marziale, grazie alla quale si perpetrarono arresti, rastrellamenti, torture e perquisizioni di massa creando nella popolazione un pesante clima di terrore e risentimento. Il governo britannico fu inoltre molto abile a fomentare la divisione interna tra cattolici e protestanti, alimentandola ed incoraggiando per questo, nel 1795, la nascita del movimento degli Orangisti, ovvero una confraternita protestante fedele alla Casa d'Orange-Nassau.
Il 17 maggio 1797 gli inglesi costrinsero a chiudere il giornale della Northern Star, il giornale ufficiale della Society of United Irishmen. Nonostante i leader del movimento fossero stati arrestati, ciò che restò dei ribelli in clandestinità decise che la rivolta sarebbe in ogni caso scoppiata, fissando la data al 23 maggio 1798.

## Lo scoppio della rivolta
Il progetto iniziale prevedeva la presa di Dublino e delle località circostanti, con lo scopo di impedire che la locale guarnigione inglese potesse ricevere aiuti dall'esterno. A questo assalto principale sarebbero seguiti altri attacchi in tutta l'Irlanda ai vari presidi militari inglesi. Come segnale d'inizio della rivolta fu stabilito di assalire tutte le carrozze postali provenienti da Dublino. Nella notte tra il 23 e il 24 maggio, tuttavia, i gruppi di rivoltosi radunatisi per assalire le carrozze vennero in gran parte arrestati dai governativi che erano stati messi al corrente dell'operazione dai loro informatori. Come conseguenza di ciò la rivolta a Dublino fallì, mentre i rivoltosi nel resto del circondario si sollevarono come accordato, diffondendo così la rivolta in tutto il territorio irlandese. Tuttavia gran parte dei focolai di rivolta furono debellati dagli inglesi, nelle contee di Kildare, Carlow, Wicklow e Meath, ma quando ormai, assicurata la capitale, tutto sembrava compiuto, giunsero notizie di una pesante vittoria dei ribelli ad Oulart nella contea di Wexford. Rincuorati da questo primo successo, e a dispetto della totale catastrofe, nel nord-ovest (soprattutto nelle contee di Antirm e Down) vi furono altri successi dei ribelli. Il 29 maggio, sotto il comando di Padre John Murphy di Boolavogue, un sacerdote ribellatosi al suo vescovo lealista, i ribelli di Wexford conquistarono prima la cittadina di Enniscorthy e si diressero verso la capitale della contea, che fu conquistata dopo essere stata abbandonata dai suoi difensori.

### L'intervento francese

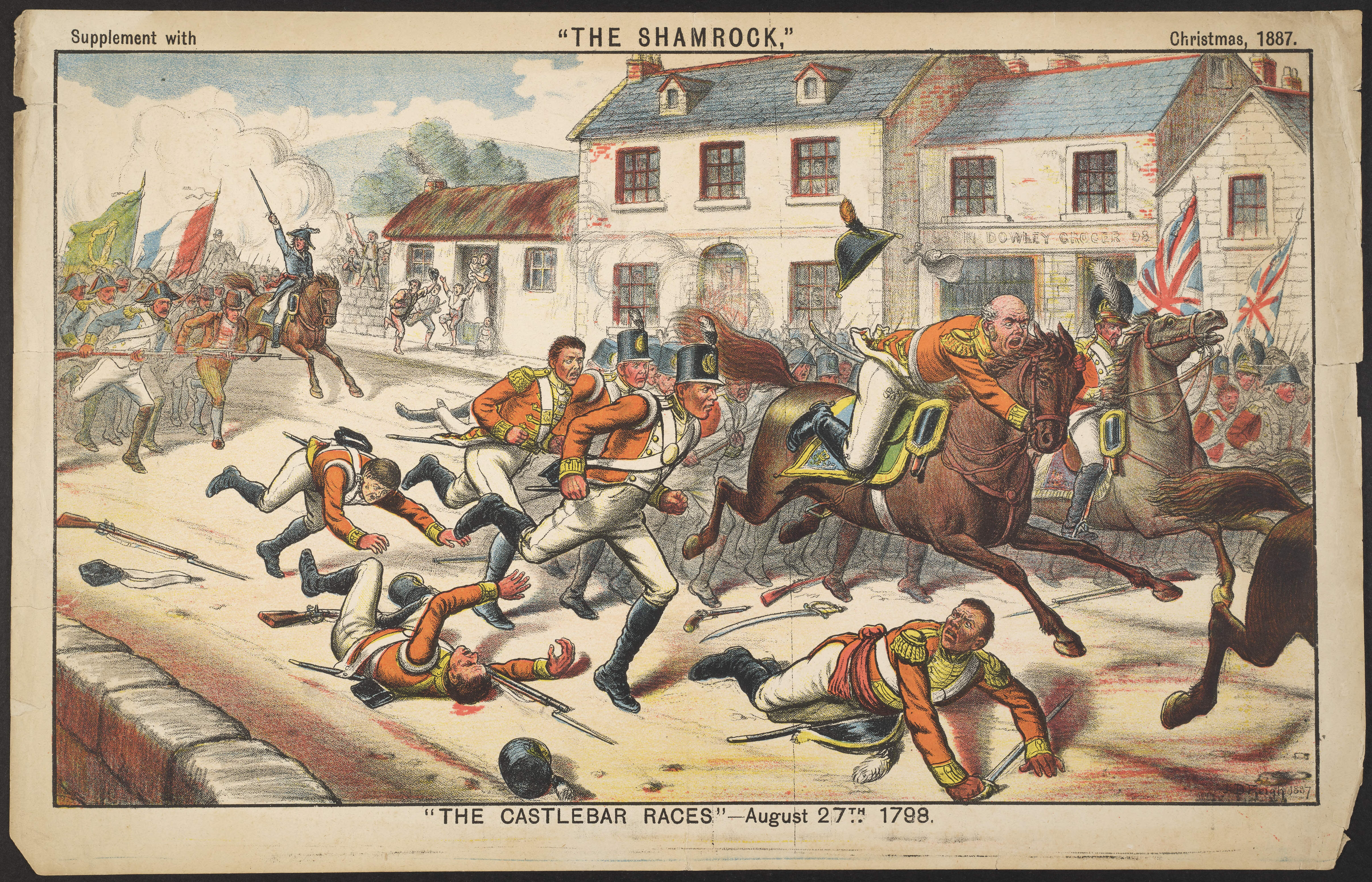
La battaglia di Castlebar, 1798

Il 22 agosto, due mesi dopo la sconfitta della principali insurrezioni, circa 1000 soldati francesi sotto il comando del generale Humbert sbarcarono nel nord-est del Paese, più precisamente a Kilcummin nella Contea di Mayo. 5 000 ribelli locali si unirono alle forze francesi, ottenendo alcuni successi iniziali e infliggendo agli inglesi un'umiliante sconfitta a Castlebar (conosciuta anche come corse di Castlebar per celebrare ironicamente la velocità della ritirata). Venne istituita una repubblica irlandese, la cui guida di una delle province (Il Connacht) fu assunta da John Moore. Ciò scatenò l'avvio di alcuni rivolte a Longford e Westmeath, represse in poco tempo. Dopo aver vinto uno scontro minore nella battaglia di Collooney, le forze franco-irlandesi furono battute nella battaglia di Ballinamuck, nella contea di Longford, l'8 settembre 1798. La repubblica irlandese, durata appena 12 giorni dalla data della proclamazione, collassò immediatamente. Le truppe francesi che si erano arrese vennero rispedite in Francia in cambio di prigionieri di guerra britannici, ma centinaia di ribelli irlandesi furono giustiziati. Questo episodio è passato alla memoria collettiva dell'Irlanda del Nord come un evento di grande importanza, conosciuto con il nome di Bliain na bhFrancach (l'anno dei francesi).
Nonostante il forte anticlericalismo e l'ostilità alla monarchia borbonica, il direttorio francese suggerì agli insorti di ripristinare sul trono il pretendente giacobita, Enrico Benedetto Stuart, come Enrico IX, re degli irlandesi. A convincersi di questa necessità fu proprio il generale Jean Joseph Amable Humbert, il quale si accorse come la popolazione cattolica fosse devotamente cattolica (un numero significativo di sacerdoti irlandesi sostenne la rivolta e si unì ad Humbert, sebbene l'esercito di Humbert avesse tra le proprie file reduci dalla campagna anticlericale in Italia. Il Direttorio francese sperava che questa opzione avrebbe consentito la creazione di uno stabile stato cliente francese in Irlanda, tuttavia, Wolfe Tone, il leader repubblicano protestante, si fece beffe del suggerimento e questo venne annullato.
Il 12 ottobre 1798, una forza francese di altri 3 000 uomini, tra cui vi era Wolfe Tone stesso, tentò di sbarcare nella Contea di Donegal vicino a Lough Swilly. Intercettata da uno squadrone navale della Royal Navy, fu costretta alla resa dopo una battaglia di poche ore senza aver mai messo piede in Irland. Wolfe venne portato di fronte alla corte marziale a Dublino. Giudicato colpevole, chiese di poter essere giustiziato da un plotone d'esecuzione. Di fronte al rifiuto delle autorità, ingannò il boia cercando di suicidarsi tagliandosi la gola. Morì una settimana dopo.

## Conseguenze
Piccoli frammenti dei grandi eserciti ribelli dell'estate del 1798 sopravvissero per alcuni anni intraprendendo una forma di guerriglia in diverse contee. Nella Contea di Wicklow, il generale Joseph Holt continuò a combattere fino alla sua resa, negoziata nell'autunno del 1798. Fu solo con il fallimento della ribellione di Robert Emmet nel 1803 che le ultime forze ribelli organizzate sotto il capitano Michael Dwyer capitolarono. Piccole sacche di resistenza ribelle erano sopravvissute anche all'interno di Wexford e l'ultimo gruppo ribelle guidato James Corcoran non fu sconfitto fino al febbraio 1804. 
L'Atto di Unione (Act of Union), approvato nell'agosto del 1800, entrò in vigore il gennaio del 1801 rimuovendo le misure di autonomia concesse all'Ascendenza Protestante d'Irlanda. L'atto venne promosso in risposta alla ribellione e sostenuto dalla percezione che la stessa fosse stata provocata dal brutale malgoverno dell'Ascendancy tanto quanto dagli sforzi dai membri dell'United Irishmen. 
Dopo l'Atto di Unione le discriminazioni religiose, se non economiche, contro la maggioranza cattolica vennero gradualmente abolite, tuttavia non prima della diffusa mobilitazione della popolazione cattolica guidata da Daniel O'Connell. Il malcontento e il risentimento persistevano, ma la resistenza al dominio britannico ora si manifestava principalmente in relazione alle tasse, come nella Guerra della Decima del 1831-1836 (Tithe War). 
Il radicalismo presbiteriano fu effettivamente addomesticato o riconciliato con il dominio britannico mediante l'inclusione in una nuova ascendenza protestante, al contrario di quella meramente anglicana. Verso la metà del 1798 si era sviluppato uno scisma tra presbiteriani e cattolici, con i presbiteriani radicali che cominciarono a vacillare nel loro sostegno alla rivoluzione. Il governo ne approfittò agendo contro i cattolici del movimento radicale invece che contro i presbiteriani del nord. Prima della ribellione, chiunque ammettesse di essere un membro degli United Irishmen veniva espulso dalla Yeomanry, tuttavia gli ex radicali presbiteriani potevano ora arruolarsi in essa, e quei radicali che esitavano a sostenerlo la vedevano come una possibilità di reintegrarsi in società. Il governo diffuse la notizia del massacro settario dei protestanti a Scullabogue per aumentare i timori protestanti e rafforzare la crescente divisione. Il pastore anglicano Edward Hudson affermò che "la fratellanza dell'affetto è finita", colpevole a suo giudizio di aver reclutato ex radicali nel corpo di Portglenone Yeomanry. Il 1º luglio 1798 a Belfast, luogo di nascita del movimento United Irishmen, si sostenne che ogni uomo indossasse il cappotto rosso della Yeomanry.Tuttavia, il contributo protestante alla causa United Irish non era ancora del tutto terminato poiché molti dei comandanti della ribellione del 1803 erano anglicani o presbiteriani.